# Aeroportul Internațional Atlanta Hartsfield-Jackson
Aeroportul Internațional Atlanta Hartsfield-Jackson (Hartsfield-Jackson Atlanta International Airport. IATA: ATL, ICAO: KATL, FAA LID: ATL), cunoscut local ca Aeroportul Atlanta, se situează la 11 km sud de cartierul central al orașului Atlanta, Georgia, Statele Unite. 
Este cel mai mare aeroport din lume ca număr de pasageri deserviți anual. De asemenea, Delta Air Lines operează cel mai mare nod aerian din lume de aici.

## Legături externe
Materiale media legate de Aeroportul Internațional Atlanta Hartsfield-Jackson la Wikimedia Commons
- Site web oficial